# جشنواره فیلم کن ۱۹۸۰
سی سومین دوره جشنواره فیلم کن (انگلیسی: 1980 Cannes Film Festival) در این دوره آکیرا کوروساوا کارگردان شهیر ژاپن و جهان توانست همراه باب فاسی به طور مشترک برنده نخل طلا شود. این دومین باری بود که فیلمی از کشور ژاپن نخل طلا را تصاحب می‌کرد. بار اول در سال ۱۹۵۴ تینوسوکه کینوگاسا نخل طلا را بدست آورده بود. 

## هیئت داوران

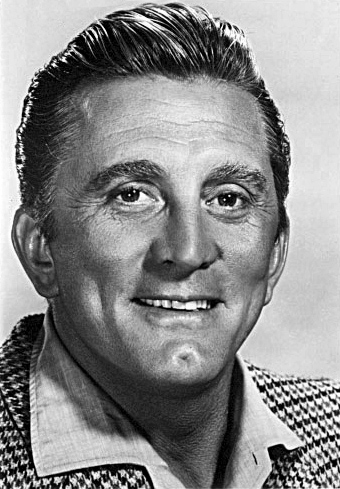
کرک داگلاس، رئیس هیئت داوران

- کرک داگلاس
- کن آدام
- رابرت بنایون
- ولکو بولائیچ
- لزلی کارون
- آندره دلوو
- جان لوئیجی روندی

## مسابقه
- اینطور چیزها - باب فاسی
- حضور - هال اشبی
- شماره یک بزرگ قرمز - ساموئل فولر
- Breaker Morant - بروس برسفورد
- خداحافظ برزیل - کارلوس جیه‌گس
- فاکتور ثابت - کژیشتف زانوسی
- فانتاستیکا - ژیل کارل
- جگوار - لینو بروکا
- کاگه‌موشا - آکیرا کوروساوا
- تراس - اتوره اسکولا
- سواران بلند - والتر هیل
- لولو - موریس پیالا
- عموی آمریکایی‌ام - آلن رنه
- میراث - مارتا میساروش
- از رنگ آبی - دنیس هاپر
- جهش ایمان - مارکو بلوکیو
- زندگی - ژان-لوک گدار
- یک هفته تعطیلات - برتران تاورنیه

## برندگان
- نخل طلا:
  - اینطور چیزها - باب فاسی
  - کاگه‌موشا - آکیرا کوروساوا

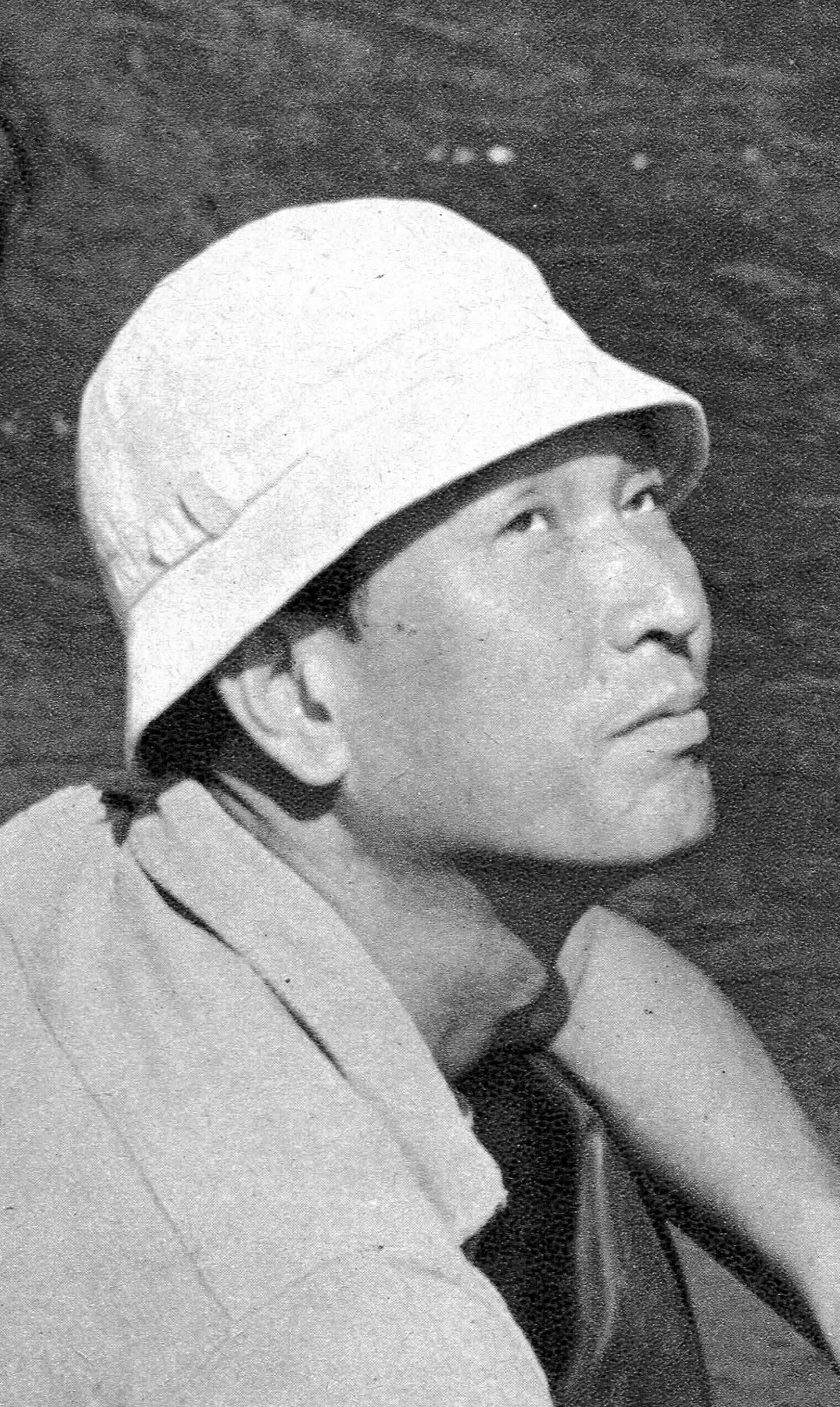
آکیرا کوروساوا، برنده نخل طلا

- جایزه بزرگ (جشنواره فیلم کن): عموی آمریکایی‌ام - آلن رنه
- جایزه هیئت داوران جشنواره فیلم کن: فاکتور ثابت - کژیشتف زانوسی
- جایزه بهترین بازیگر مرد جشنواره فیلم کن: میشل پیکولی برای یک جهش در تاریکی
- جایزه بهترین بازیگر زن جشنواره فیلم کن: آنوک امه برای یک جهش در تاریکی
- بهترین بازیگر مکمل مرد : جک تامپسون برای Breaker Morant
- بهترین بازیگر مکمل زن :
  - میلنا دراویچ برای درمان ویژه
  - کارلا گراوینا برای تراس
- بهترین فیلم نامه : اتوره اسکولا, آجنور اینکروچی و فوریو اسکارپلی برای تراس (فیلم ۱۹۸۰)